# よろセン!
『よろセン!』は、2008年（平成20年）10月6日から2009年（平成21年）3月27日までテレビ東京系列で平日深夜に放送されていたハロー!プロジェクトメンバー出演のテレビ番組である。ハイビジョン制作。

## 番組概要
「よろセン!」とは「よろしくセンセイ!」の略であり、2004年1月5日から4月2日まで放送された「よろしく!センパイ」の略ではない。
この番組は、ハロー!プロジェクトのメンバーが教育者となって立ち上がる、それぞれ感じている理想の先生に扮して、時には優しく、時には厳しく教えるというコンセプトであった。
毎回、異なるテーマが発表されると共にユニットの出演者の1人が「センセイ」となり、センセイはそのテーマに相応しい衣装を着用すると共に、他のメンバーもセンセイと同一扱いで出演していた。
この番組の収録は、吉本興業東京本社にて行われた。
2009年2月は、他のメンバーとともに違うユニットのメンバーが1人だけ出演する様になっていた（備考参照）。
テレビ東京の2009年春の番組改編により、この番組は同年3月27日をもって終了した。そして、同月30日からこの枠では別ジャンルのトーク音楽番組「音風♪」になったため、ハロー!プロジェクト出演の深夜帯番組はなくなったが、ハロー!プロジェクト出演のレギュラー番組は4月2日から放送された『美女放談』に引き継がれた（後述参照）。

## 出演者

### ハロー!プロジェクト
- モーニング娘。
- Berryz工房[2]
- ℃-ute[2]
  - 以上3組はユニット毎に異なる制服を着用し、右胸には番組オリジナルのロゴが記されていた（時によりロゴが記されない場合もあった）。
  - 2009年1月5日 - 9日・12日放送「成人式」（モーニング娘。が出演）では、センセイ（新垣里沙）も含め全員が着物で出演していた。
- 真野恵里菜[2]
  - 前番組『ベリキュー!』ではオープニング時に出演していたが、この番組ではエンディング時に独自のコーナーを紹介した。2009年1月30日までは「今日のマノポイント」を紹介し、紹介時に真野以外のメンバーが真野の後ろを向く事があったが、翌2月2日以降は「マノクイズ」を中心に紹介した。
  - 真野も独自の制服を着用していたが、番組オリジナルのロゴは記されていなかった。

## テーマ（カッコ内はセンセイ）
2008年
- 10月6日 - 10日：総理大臣（田中れいな）
- 10月13日 - 17日：大相撲（久住小春）
- 10月20日 - 24日：江戸時代（高橋愛）
- 10月27日 - 31日：マグロ（亀井絵里）
- 11月3日 - 7日：ファンタジーの世界（菅谷梨沙子）
- 11月10日 - 14日：焼き肉（清水佐紀）
- 11月17日 - 21日：最新家電（嗣永桃子）
- 11月24日 - 28日：ゴルフ（鈴木愛理）
- 12月1日 - 5日：なっきぃ的、世界偉人DEN!（中島早貴）
- 12月8日 - 12日：ファッション（熊井友理奈）
- 12月15日 - 19日：世界のオカズ（矢島舞美）
- 12月22日 - 26日：調理実習（梅田えりか）

2009年
- 1月5日 - 10日・12日：成人式（新垣里沙）
- 1月13日 - 16日・19日 - 22日：ペット（光井愛佳）
- 1月23日・26日 - 30日：中国最新情報（リンリン）
- 2月2日 - 6日：美術（有原栞菜）
- 2月9日 - 13日：学活（岡井千聖）
- 2月16日 - 20日：鉄道（道重さゆみ）
- 2月23日 - 27日：全国駅弁グルメ（ジュンジュン）
- 3月2日 - 6日：ゲーム（夏焼雅）
- 3月9日 - 13日：エコ（徳永千奈美）
- 3月16日 - 20日：卓球（須藤茉麻）
- 3月23日 - 27日：半年間の総集編（萩原舞）[3]

## スタッフ
- 企画：橋山厚志、緒方真二
- 構成：工藤ひろこ、藤本昌平
- リサーチ：小堀裕也
- カメラ：田宮長昭
- VE：大高浩
- 音声：増田周生
- 照明：中原淳一
- 美術：吉田敬
- スタイリスト：小島涼子
- メイク：VANITES
- 編集：五郎丸亮、太田健二（e-naスタジオ）
- 効果：久坂惠紹（戯音工房）
- AD：森田惇
- ディレクター：野中哲也
- AP：（テレビ東京ミュージック）
- プロデューサー：両角誠（SSM　元 八峯テレビ制作部）、宮川幸二（テレビ東京）
- 技術協力：八峯テレビ、FLT
- 美術協力：フジアール
- 企画協力：アップフロントワークス
- 制作協力：アップフロントエージェンシー（現：アップフロントプロモーション）
- 制作プロダクション：エス・エス・エム
- 製作著作：テレビ東京、テレビ東京ミュージック

## ネット局と放送時間
下記のネット局はすべて『ベリキュー!』から引き継いでいた。
| 放送対象地域 | 放送局               | 系列           | 放送日時                                                             |
| ------------ | -------------------- | -------------- | -------------------------------------------------------------------- |
| 関東広域圏   | テレビ東京（制作局） | テレビ東京系列 | 月曜・火曜・木曜 24:53 - 25:00 水曜 25:13 - 25:20 金曜 25:53 - 26:00 |
| 大阪府       | テレビ大阪           | テレビ東京系列 | 月曜・火曜・木曜 24:53 - 25:00 水曜 25:13 - 25:20 金曜 25:53 - 26:00 |

備考
- 他のTXN系列4局では放送されていなかった。また、TXN系列局のない大半の地域での番組販売によるネットは行われていなかった。BSジャパンは音楽制作者連盟と著作権・肖像権の問題で折り合いが付かず、放送されていなかった。

## DVD
- よろセン!Vol.1（2009年9月30日）
- よろセン!Vol.2（同上）
- よろセン!Vol.3（2009年10月28日）
- よろセン!Vol.4（同上）
- よろセン!Vol.5（2009年11月25日）
- よろセン!Vol.6（同上）
- よろセン!Vol.7（2009年12月23日）

## 備考
- 当初は2008年9月29日から放送開始する予定だったが、この日から5日間に前番組『ベリキュー!』のファイナルウィークを放送したため、同年10月6日から放送を開始する運びとなった。
- この番組では、エンディングで原則としてハロー!プロジェクト関連の曲のPVを放送していた（アップフロント関連のみ）が、2008年10月20日 - 24日はハロプロ外のユニットであるトゥエルブの『青春おでん』のPVが放送された。
- 2008年12月4日の放送では、アドルフ・ヒトラーを世界の偉人として取り上げ、℃-uteのメンバーの一人・中島早貴がヒトラーのことを「ヒトラーおじさん」と呼んだり、「演説に癒しの効果があった」と紹介した事にBPO[4]等から批判され、同月8日に製作会社とテレビ東京のウェブサイト上で「誤った歴史認識に基づく不適切な内容でした」とのお詫びが掲載される[5]とともに、同日の番組のオープニングでお詫びが放送された。同時に、この時間の分だけ「今日のマノポイント」は放送されなかった。
- 2009年1月5日 ‐ 9日・12日の放送で「成人式」を取り上げた際に「10年後の自分宛に手紙を書く」といった企画を行い、センセイを担当した新垣里沙が「事務所に保管して10年後に返却する」旨の告知をした。だが、現実の2019年1月時点では当時のモーニング娘。のメンバーは全員、既にモーニング娘。及びハロー!プロジェクトを卒業しているため（このうち亀井・光井は芸能界を引退）、実際にその手紙が返却されたかどうかは不明である。
- 2009年1月27日の放送では、「今日のマノポイント」を道重さゆみが担当した（この時に真野は道重の後ろを向いていた）。
- 2009年2月2日 - 20日の放送では、℃-uteに混じってモーニング娘。の道重さゆみも出演した。
- 2009年2月23日 - 27日の放送では、モーニング娘。のジュンジュンがセンセイを担当し、Berryz工房全員が教え子となった。
- ハロー!プロジェクト関連のレギュラー番組は、2008年9月28日で『ハロモニ@』が放送を終了した事により週1回放送の番組が消滅し、同年10月から2009年3月までこの帯番組一枠のみであったが、同年春の番組改編によってこの番組が同月27日に終了するとともに帯番組が消滅した。

そして、翌4月2日から「美女放談」が放送開始され、週1回放送のハロー!プロジェクト関連番組が復活した。後続番組の「美女学」終盤からBSジャパンでも放送され全国放送となった。以降もタイトルや内容を変更しながら週1回放送のレギュラー番組は継続している（現：『ハロドリ。』）。